# Na Guardis
Na Guardis és un illot del litoral mallorquí situat entre les plages del Dolç i del Carbó, molt pròxim a la Colònia de Sant Jordi, la qual és l'emplaçament d'un important jaciment arqueològic d'època fenícia.
El jaciment situat a l'illot de na Guardis, molt a prop de la costa sud mallorquina, a l'alçada de la Colònia de Sant Jordi (Ses Salines), ha estat excavat i identificat com una factoria comercial dels púnics d'Eivissa.
En principi només es va usar el lloc com a punt de suport de les transaccions comercials; per això s'hi registra una freqüentació sense estructures estables des del segle vi aC. Més endavant es van construir els edificis documentats en l'excavació. Aquests s'agrupen bàsicament en dues àrees, per un costat el grup d'edificis del cim de l'illot —a uns 9 metres sobre el nivell del mar— i per l'altre el conjunt del SE, bàsicament un centre metal·lúrgic dedicat a la forja del ferro i part del recinte defensiu. Del primer conjunt en destaquem l'habitació 2, al punt més alt de na Guardis, de planta rectangular i corresponent a un segon moment de la factoria. L'habitació 1, situada també al punt més alt de l'illot, va ser la primera edificació de tota la factoria però sembla que va ser substituïda per la 2. Aquesta darrera, ocupada durant el segle iii i II aC, s'ha interpretat com un lloc d'ús mixt, de magatzem i d'habitació per aixoplugar els comerciants que, estacionalment, devien ocupar l'illot, ja que la vaixella recuperada —àmfores i vaixella d'ús quotidià— i la presència de dues llars, així ho indicarien.
En segon lloc, encara al cim de na Guardis, destaquem és el sector B1, que compren els recintes I i II. Aquests edificis es troben adossats al mur defensiu (1), molt proper a la costa est i al punt de desembarcament d'aquest indret. Es tracta de dues habitacions —tres amb el contigu sector A— construïdes a tocar del mur defensiu i segurament usades pels comerciants de la factoria com habitacions. En un principi —segle IV aC— aquestes habitacions devien ser simples porxades de materials peribles però en un moment indeterminat del segle iii aC, segurament a la segona meitat, es varen bastir els edificis que l'excavació va desenterrar i que foren ocupats fins al moment de l'abandó de la factoria a finals del segle ii aC.